# 1247年
| 千纪： | 2千纪 |
| 世纪： | 12世纪 \| 13世纪 \| 14世纪                                                                                 |
| 年代： | 1210年代 \| 1220年代 \| 1230年代 \| 1240年代 \| 1250年代 \| 1260年代 \| 1270年代                           |
| 年份： | 1242年 \| 1243年 \| 1244年 \| 1245年 \| 1246年 \| 1247年 \| 1248年 \| 1249年 \| 1250年 \| 1251年 \| 1252年 |
| 纪年： | 丁未年（羊年）；大理道隆九年；蒙古定宗二年；南宋淳祐七年；越南天應政平十六年；日本寬元五年，寳治元年       |

## 大事记
- 中国
  - 凉州会盟，吐蕃地区正式归附大蒙古国（蒙古帝国）
  - 閏七月，蒙古第四次入侵高麗。

- 其他
  - 宋慈著《洗冤集录》成书。
  - 秦九韶著《数书九章》成书。

## 逝世
- 文澄